# Полірувальники музею Сен-Лу
48°18′03″ пн. ш. 4°04′48″ сх. д. / 48.3008° пн. ш. 4.0801° сх. д.

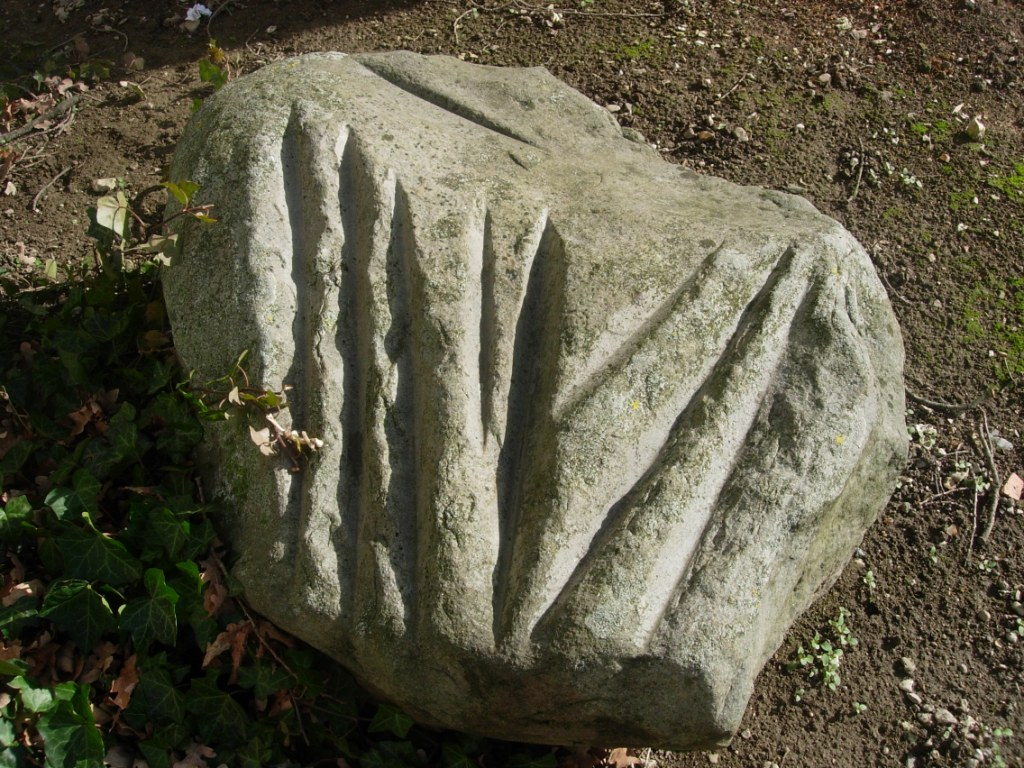
Полірувальник Champ Soyer

Полірувальники музею Сен-Лу — це набір із шести полірувальників (поліссуарів), знайдених у кількох комунах французького департаменту Об, які передано до колекцій музею Сен-Лу з метою їх захисту. Усі ці полірувальники виготовлені з кераміки.
Спочатку полірувальник зберігався на території комуни Марсіллі-ле-Ейер. Він був подарований музею в 1867 році доктором Гішаром.
Це один із найбільших полірувальників у колекції. Він має 2,75 м в довжину, 1,50 м в ширину і 0,75 м у висоту. Має 11 канавок і 5 полірувальних чашок. Глибина канавок коливається від 2 см до 4 см, а їх довжина — від 30 см до 70 см, але після поломки полірувача деякі канавки повинні бути довшими.